# Съпротивителен момент
Съпротивителният момент е геометрична характеристика на напречното сечение на конструктивните елементи. Чрез него се съди за способността на елементите да се съпротивляват на огъване.

Има два вида съпротивителен момент – еластичен и пластичен. Мерната единица е cm3, mm3, m3.

## Нотация
В Северна Америка и Великобритания/Австралия използват S и Z (еластичният съпротивителен момент е S в Америка, но Z в Великобритания/Австралия и обратно), докато в системата Еврокод се използва W и за еластичния, и пластичния момент, като двата се различават по индекса – Wel and Wpl. В България също се използва означението W.

## Еластичен съпротивителен момент
Еластичният съпротивителен момент за дадено сечение се получава от 2 пъти инерционния момент, разделен с разстоянието от тежестната ос, за която се определя, до най-отдалечената точка на сечението. Ако тежестната ос е и ос на симетрия за сечението, то ръбовете са равно отдалечени и съпротивителните моменти са равни.
| Сечение                   | Фигура | Уравнение |
| ------------------------- | ------ | --- |
| Правоъгълник              |        | {\displaystyle W_{el,y}={\cfrac {bh^{2}}{6}}} {\displaystyle W_{el,z}={\cfrac {b^{2}h}{6}}} |
| Правоъгълник с отвор      |        | {\displaystyle W_{el,y}={\cfrac {b}{6H}}(H^{3}-h^{3})} {\displaystyle W_{el,z}={\cfrac {b^{2}}{6}}(H-h)} |
| Квадрат с квадратен отвор |        | {\displaystyle W_{el,y}=W_{el,z}={\cfrac {A^{4}-a^{4}}{6A}}} |
| Кръг                      |        | {\displaystyle D=2r} {\displaystyle W_{el,y}=W_{el,z}={\cfrac {\pi r^{3}}{4}}={\cfrac {\pi D^{3}}{32}}} |
| Кръгов пръстен            |        | {\displaystyle D=2R} {\displaystyle d=2r} {\displaystyle \alpha ={\cfrac {d}{D}}={\cfrac {r}{R}}} {\displaystyle W_{el,y}=W_{el,z}={\cfrac {\pi R^{3}}{4}}(1-\alpha ^{4})={\cfrac {\pi D^{3}}{32}}(1-\alpha ^{4})} |
| Полукръг                  |        | {\displaystyle D=2r} {\displaystyle minW_{el,y}=0.1908r^{3}} (горни нишки) {\displaystyle maxW_{el,y}=0.2587r^{3}} (долни нишки) {\displaystyle W_{el,z}={\cfrac {\pi r^{3}}{8}}={\cfrac {\pi D^{3}}{64}}}         |

## Пластичен съпротивителен момент
Пластичният съпротивителен момент се използва за сечения, при които е допустимо развитието на пластични стави. Той зависи от положението на нулевата линия за дадено сечение. Нулевата линия разделя сечението на две части с равни лица по такъв начин, че натисковата сила в зоната на натиск е равна на опънната сила в зоната на опън.

Оттук следва, че пластичният съпротивителен момент е равен на сбора на площите на напречното сечение от всяка страна на нулевата линия, умножени с разстоянието от локалните центрове на тежестта на двете площи до нулевата линия:
{\displaystyle W_{pl}=A_{C}y_{C}+A_{T}y_{T}}
В Еврокод 3 пластичният съпротивителен момент се използва за оразмеряване на якост на огъване на елементите на стоманените конструкции с напречни сечения от класове 1 и 2 (съгласно Еврокод 3 в напречни сечения от класове 1 и 2 може да се образува пластична става).
| Сечение                                                   | Фигура | Уравнение                                                                                   |
| --------------------------------------------------------- | ------ | ------------------------------------------------------------------------------------------- |
| Правоъгълник                                              |        | {\displaystyle W_{pl,y}={\cfrac {bh^{2}}{4}}} {\displaystyle W_{pl,z}={\cfrac {b^{2}h}{4}}} |
| Кръг                                                      |        | {\displaystyle W_{pl,y}=W_{pl,z}={\cfrac {\ D^{3}}{6}}}                                     |
| Фланшовете на двойно Т сечение (без отчитане на стеблото) |        | {\displaystyle W_{pl,y}=wt(h-t)}                                                            |

Пластичният съпротивителен момент се използва за изчисляване на пълната носимоспособност на огъване на дадено сечение.